# Centrale nucléaire de Chinon
La centrale nucléaire de Chinon est située sur la commune d'Avoine (Indre-et-Loire), à environ 8 km au nord-ouest de Chinon, sur la rive gauche de la Loire, à 4 km du confluent avec la Vienne (à Candes-Saint-Martin), entre Saumur (25 km en aval) et Tours (50 km en amont).
Environ 1 500 personnes travaillent dans cette centrale qui produit, en moyenne, 24 milliards de kilowattheures par an, soit, environ, 6 % de la production électrique nationale.

## Histoire

### Les réacteurs graphite-gaz
Dès juillet 1955, Électricité de France (EDF) commande un avant-projet de réacteur nucléaire au Commissariat à l'énergie atomique, qui expérimente à Marcoule un nouveau réacteur de type uranium naturel graphite gaz (UNGG) pour la fabrication du plutonium nécessaire à la bombe atomique française, et accessoirement la production de courant électrique.
En 1957 débute la construction d'EDF1, le premier réacteur électronucléaire à usage civil en France.
En 1959 et 1961 sont lancés les chantiers de deux autres réacteurs EDF2 et EDF3 sur le même site.
Le 16 septembre 1962, le réacteur EDF1, protégé par une boule métallique de 55 mètres de diamètre, diverge devant une foule d'ingénieurs et de techniciens qui se pressent dans la salle de commandes. Puis le 14 juin 1963, EDF1 délivre ses premiers kilowattheures d'électricité d'origine nucléaire. Ce réacteur est arrêté définitivement le 16 avril 1973 après avoir produit un total de 2,5 TWh. Il est ensuite démantelé partiellement et transformé en musée appelé « La Boule ».
Les réacteurs EDF2 et EDF3 sont respectivement mis en service en 1965 et 1966, puis arrêtés en 1985 et 1990.

### Les réacteurs à eau pressurisée
À la suite de la décision d'abandonner la filière des réacteurs nucléaires uranium naturel graphite gaz (UNGG), quatre nouveaux réacteurs de la filière américaine des réacteurs à eau pressurisée ont été construits à partir de 1977 sur le site d'Avoine, puis mis en service, en 1984 pour les deux premiers d'entre eux, puis en 1987 et 1988.

### Arrêt de réacteurs
En janvier 2020, l'électricien EDF propose au gouvernement français d’étudier la mise à l’arrêt de deux réacteurs de la centrale de Chinon.
En février 2022, Emmanuel Macron indique une modification importante de la loi sur la transition énergétique, puisque plus aucun réacteur en état de produire ne sera fermé à l'avenir, sauf pour des raisons de sûreté.

### Projets
Dans le cadre du plan de relance du nucléaire français, EDF envisage la construction de deux réacteurs EPR 2 sur le site de la centrale nucléaire de Chinon. EDF a acquis 120 hectares de terrains au sud-est du site pour ce projet, qui pourrait mobiliser jusqu'à 10 000 emplois pendant la phase de construction, contre 2 500 salariés actuellement employés sur le site. Les quatre réacteurs actuels de Chinon, d’une puissance unitaire de 900 MWe, ont produit 5,4 % de l’électricité française en 2024. Les EPR 2, s’ils sont autorisés, auraient une puissance unitaire d’environ 1 600 MWe et pourraient être mis en service d’ici 10 à 15 ans. La centrale contribue déjà au tissu économique local, avec 80 millions d’euros d’investissements auprès d’entreprises régionales en 2024. Ce projet bénéficie du soutien des responsables politiques locaux, qui y voient un levier de développement économique.
Par ailleurs, la start-up franco-italienne Newcleo a initié en février 2025 l'acquisition de terrains sur les communes de Savigny-en-Véron et Beaumont-en-Véron (Indre-et-Loire), à proximité de la centrale, pour y construire un démonstrateur de réacteur modulaire avancé (AMR) de type réacteur rapide à plomb liquide, le LFR-AS-30, d'une puissance de 30 MWe. Ce projet, prévu pour une mise en service d'ici 2031, vise à démontrer la viabilité de la technologie de Newcleo, qui utilise du combustible MOX et un système de refroidissement au plomb liquide pour fermer le cycle du combustible nucléaire par multi-recyclage, réduisant ainsi les déchets radioactifs. La technologie repose sur des neutrons rapides, permettant de réutiliser des combustibles usés issus des réacteurs d’EDF, tels que l’uranium appauvri, pour produire de l’électricité,. Le projet s'inscrit dans le cadre du programme pluriannuel de l'énergie (PPE) français et du plan France 2030, bénéficiant de financements potentiels, notamment de subventions italiennes,.
Newcleo prévoit également l'implantation d'une ligne pilote de fabrication de combustible nucléaire sur le site. L'investissement total pour le projet est estimé à 1,2 milliard d'euros. Ce démonstrateur préfigure le développement futur de réacteurs modulaires de 200 MWe, contre 900 MWe pour les réacteurs actuels de Chinon et 1 600 MWe pour les EPR 2 envisagés. Le projet, porté par d’anciens salariés de Framatome ayant travaillé sur le réacteur Superphénix, bénéficie du soutien des autorités locales.
Le projet Newcleo fait l’objet d’un débat public organisé par la Commission nationale du débat public (CNDP), décidé en juin 2025, pour évaluer ses impacts socio-économiques, environnementaux et les enjeux de sûreté. Les discussions portent sur la création de plusieurs centaines d’emplois locaux, les besoins en compétences spécialisées, les impacts environnementaux liés à l’implantation près d’une centrale existante, et la sûreté des installations, notamment pour le transport et le recyclage des matières radioactives,. La proximité avec les infrastructures nucléaires de Chinon est présentée comme un avantage logistique. Une réunion préparatoire s’est tenue en préfecture à Tours le 24 janvier 2025. Le projet reste soumis à l’obtention des autorisations nécessaires, sous le contrôle de l’Autorité de sûreté nucléaire (ASN),.

## Liste des installations de la centrale

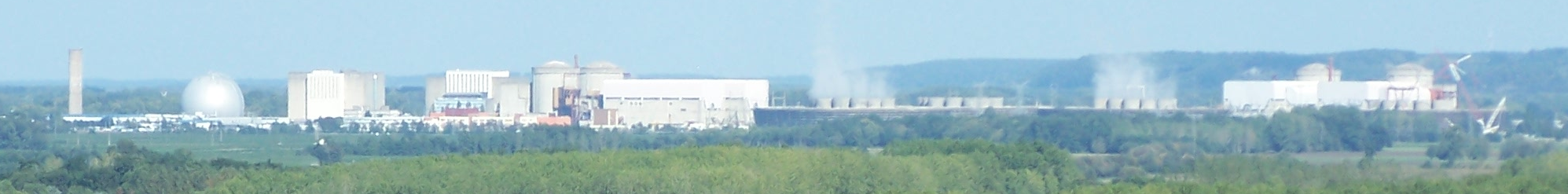
Vue panoramique du site nucléaire de Chinon.

### Réacteurs en service

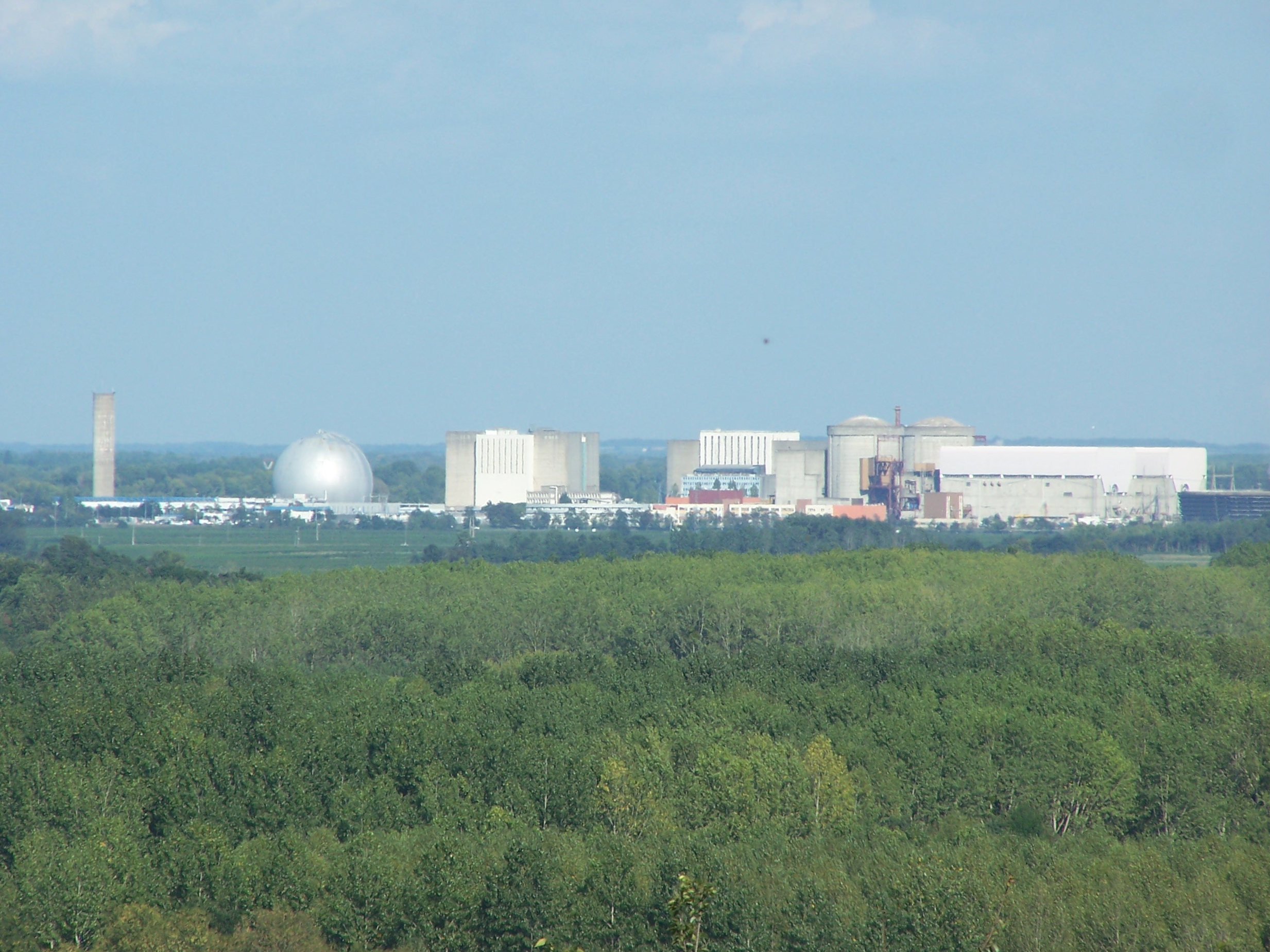
Vue générale de la centrale depuis Candes-Saint-Martin.

Les réacteurs sont refroidis par l'eau de la Loire. Une des spécificités de la centrale de Chinon réside dans la taille modeste de ses tours de réfrigération (circuit tertiaire). La hauteur de celles-ci fut limitée à 28 m, tandis qu'elles atteignent 178 m à la centrale nucléaire de Civaux. Cette contrainte architecturale fut dictée par des raisons esthétiques. En effet, la centrale de Chinon se trouve à proximité des châteaux de la Loire. Néanmoins, afin d'avoir un refroidissement efficace, des ventilateurs fonctionnent en permanence au sein des tours. Cela consomme en tout 1 % de l'électricité produite in situ.
Les caractéristiques détaillées de chaque réacteur en service, tous de la filière des réacteurs à eau pressurisée, sont les suivantes :
| Nom du réacteur | Modèle | Capacité    | Capacité    | Capacité         | Exploitant | Constructeur | Début de construction | 1re divergence    | Raccordement au réseau | Mise en service commercial | Arrêt définitif | 3e visite décennale           | 4e visite décennale            |
| Nom du réacteur | Modèle | Nette [MWe] | Brute [MWe] | Thermique [MWth] | Exploitant | Constructeur | Début de construction | 1re divergence    | Raccordement au réseau | Mise en service commercial | Arrêt définitif | 3e visite décennale           | 4e visite décennale            |
| --------------- | ------ | ----------- | ----------- | ---------------- | ---------- | ------------ | --------------------- | ----------------- | ---------------------- | -------------------------- | --------------- | ----------------------------- | ------------------------------ |
| Chinon A-1      | UNGG   | 70          | 80          | 300              | EDF        |              | 1er février 1957      | 16 septembre 1962 | 14 juin 1963           | 1er février 1964           | 16 avril 1973   | -                             | -                              |
| Chinon A-2      | UNGG   | 180         | 230         | 800              | EDF        |              | 1er août 1959         | 17 août 1964      | 24 février 1965        | 24 février 1965            | 14 juin 1985    | -                             | -                              |
| Chinon A-3      | UNGG   | 360         | 480         | 1 170            | EDF        |              | 1er mars 1961         | 1er mars 1966     | 4 août 1966            | 4 août 1966                | 15 juin 1990    | -                             | -                              |
| Chinon B-1      | CP2    | 905         | 954         | 2 785            | EDF        | Framatome    | 1er mars 1977         | 28 octobre 1982   | 30 novembre 1982       | 1er février 1984           |                 | 31 mai 2013 au 7 nov. 2013    | 7 fév. 2023 au 19 mai 2024     |
| Chinon B-2      | CP2    | 905         | 954         | 2 785            | EDF        | Framatome    | 1er mars 1977         | 23 septembre 1983 | 29 novembre 1983       | 1er août 1984              |                 | 19 mars 2016 au 19 oct. 2016  | 18 juill. 2026 au 2 janv. 2027 |
| Chinon B-3      | CP2    | 905         | 954         | 2 785            | EDF        | Framatome    | 1er octobre 1980      | 18 septembre 1986 | 20 octobre 1986        | 4 mars 1987                |                 | 24 août 2019 au 2 avr. 2020   | 2029                           |
| Chinon B-4      | CP2    | 905         | 954         | 2 785            | EDF        | Framatome    | 1er février 1981      | 13 octobre 1987   | 14 novembre 1987       | 1er avril 1988             |                 | 30 mai 2020 au 1er janv. 2021 | 2030                           |

Les 4 réacteurs de la centrale nucléaire de Chinon peuvent être alimentés par du combustible MOX depuis l'autorisation délivrée en 1998.

### Réacteurs à l'arrêt définitif
Chinon A1/EDF1 : réacteur de type graphite-gaz (filière UNGG), arrêté en 1973 (1re réacteur nucléaire français). Il est depuis 1986 transformé en musée de l'Atome.
Chinon A2/EDF2 : réacteur de type graphite-gaz (filière UNGG), arrêté en 1985.
Chinon A3/EDF3 : réacteur de type graphite-gaz (filière UNGG), arrêté en 1990. La fin des opérations de démantèlement nucléaire de ce réacteur est fixée par décret d’ici fin 2027.

### Autres installations
Atelier des matériaux irradiés (AMI) : mis en service en 1964 et mise à l’arrêt définitif prévu à partir de 2016.
LIDEC : Laboratoire destiné au remplacement de l'AMI, mis en service en 2014.
Groupe INTRA (Intervention robotique sur accidents)

## Sûreté nucléaire

### Risque en cas d'étiage sévère
La canicule de 2003 suivi d'un automne sec a montré le risque de perte de source froide de la centrale en cas d'étiage de la Loire. Par conséquent, et sur la base d'études produites par EDF et après instruction par les  services compétents, EDF est autorisé en derniers recours à barrer un bras de la Loire par la mise en place d'un seuil temporaire « aux fins d’assurer une alimentation minimale en eau brute du canal de Chinon B, en cas d’étiage sévère ». Cette installation devant être temporaire, l'autorisation sera déclenchée sans enquête publique.
L'arrêté préfectoral pris en 2005 est prolongé en 2015, pour 10 ans supplémentaires.

### Risque sismique
La centrale nucléaire de Chinon est située à proximité de la faille sud-armoricaine du Massif armoricain. En effet, le massif armoricain est traversé par une faille de 500 kilomètres de long tout au long de la Bretagne sud, de la Pointe du Raz jusqu'à Nantes, qui se poursuit en direction de Cholet et Poitiers.
En octobre 2002, l'Autorité de sûreté nucléaire publie un rapport selon lequel certaines fonctions de sauvegarde assurant le refroidissement des réacteurs pourraient ne plus être assurées en cas de séisme.
Le 5 novembre 2006 à 1 h 37 se produit un séisme de magnitude 4 dont l'épicentre se situe à près de 10 kilomètres de la centrale de Chinon.
Il est ressenti jusqu'à Angers et Beaupréau,. Toutefois, d’après les informations recueillies par l’IRSN auprès d’EDF, le séisme ne déclenche pas les accéléromètres du système de détection sismique de la centrale.
En décembre 2007, on enregistre une amplitude de 3,4 aux alentours de Pouzauges à 100 km au sud-ouest de Chinon. En juin 2009, un tremblement de 3,4 à 3,7 degrés sur l'échelle de Richter est ressenti de Cholet à Angers, à 70 km à l'ouest de Chinon.

### Risque incendie
De décembre 2003 à septembre 2004, l'Autorité de sûreté nucléaire (ASN) organise trois inspections qui révèlent des lacunes organisationnelles dans la lutte contre l'incendie. La troisième inspection ne met pas en évidence de progrès significatif sur l'efficacité de la lutte contre un incendie. En particulier, l'équipe de deuxième intervention est parvenue en retard sur les lieux du sinistre simulé car la porte d'accès matériel du bâtiment des auxiliaires nucléaires ne s'est pas ouverte.
En mars 2005, l'ASN organise à nouveau une inspection du centre et constate que les équipes locales d'intervention doivent, à Chinon comme sur la plupart des autres centrales nucléaires, améliorer leurs pratiques compte tenu des enjeux liés au risque incendie.

### Incidents
L'hiver 1986-1987 ayant été très froid, plusieurs matériels et systèmes importants pour la sûreté du réacteur Chinon-B3 ont gelé, en particulier au niveau de l'arrivée d'eau de la Loire.
Le 21 décembre 2005, un bouchon de sable s'est formé à l'intérieur du canal d'amenée servant à acheminer l'eau de la Loire servant au refroidissement de la centrale (3e circuit). Des travaux de dragage ont été menés dans le canal pour éliminer ce sable. Des unités de pompage ont été acheminées sur le site afin de sécuriser les travaux, pour prévenir les conséquences éventuelles liées à des mouvements importants de sable pendant les travaux. Cet événement a fait l'objet d'une déclaration à l'Autorité de sûreté, au niveau 1 de l'échelle INES.
À la suite d'une opération de maintenance réalisée le 24 septembre 2008, de l'huile industrielle provenant d'un réservoir situé dans la partie non-nucléaire des installations de l'unité de production 3 a été rejetée dans la Loire,.
Le 30 avril 2009, 198 personnes sont évacuées de la centrale qui est investie dans le même temps par la gendarmerie, l'armée et des spécialistes du GIGN à la suite d'une alerte à la bombe. Cependant, aucun explosif n'a été retrouvé dans l'enceinte de la centrale,.
Dans son bilan de l'année 2010, l'autorité de sûreté nucléaire dénonce une rigueur d'exploitation « insuffisante » à la centrale de Chinon.
Le 25 octobre 2013, un salarié de Mediaco, entreprise prestataire d’EDF, est mort accidentellement, happé par le système d'entraînement d'une grue de 700 tonnes à proximité de la tour aéroréfrigérante du réacteur no 3, celui-ci étant à l'arrêt pour maintenance.
En 2014, en raison de résultats insuffisants en matière de sûreté depuis 2010, l'Autorité de sûreté nucléaire maintient la centrale de Chinon sous surveillance renforcée.
Le 12 avril 2014, un rassemblement antinucléaire intitulé Fukuchinon (jeu de mots avec Fukushima) a rassemblé près de 900 personnes selon la Nouvelle République du Centre-Ouest, 1 500 selon Ouest-France.
En mai 2019, une perte de confinement du réacteur 4, durant 7 heures, est classée au niveau 1 (sur une échelle de 0 à 7) de l'échelle internationale des événements nucléaires.